# To the Virgins, to Make Much of Time

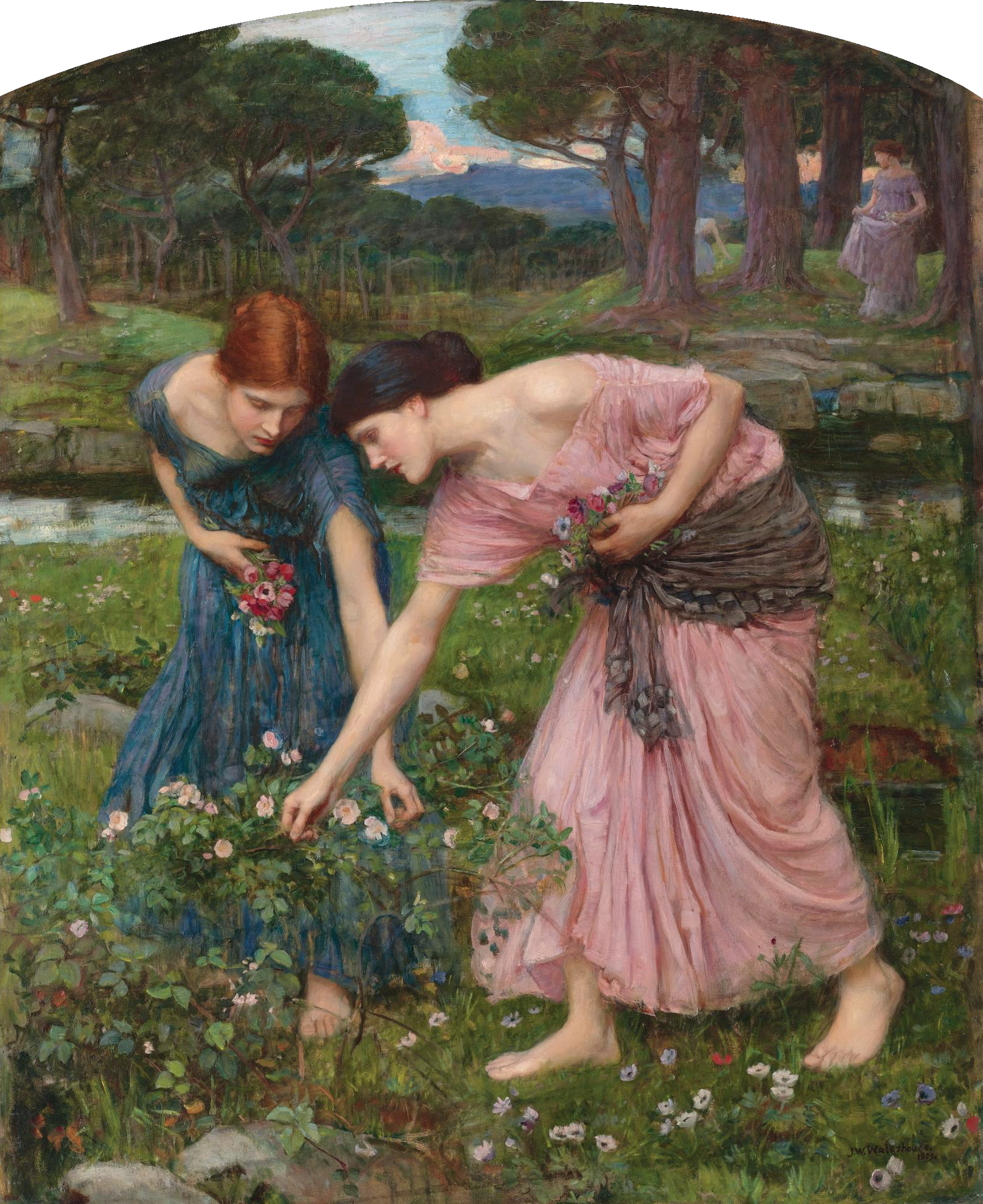
Gather Ye Rosebuds While Ye May (Gemälde von John William Waterhouse, 1909)

To the Virgins, to Make Much of Time (An die Jungfrauen, daß sie ihre Frist nützen oder An die Jungfrauen, aus der Zeit das beste zu machen usw.) ist ein Gedicht des englischen Dichters Robert Herrick (1591–1674). Es ist eines seiner berühmtesten Gedichte. Herricks ist der Verfasser zahlreicher Liebesgedichte an seine imaginären Geliebten.
Das Gedicht, das erstmals als Nummer 208 in der Gedichtsammlung Hesperides (1648) veröffentlicht wurde, preist den Gedanken des carpe diem, eine Philosophie, die die Kürze des Lebens und die Notwendigkeit, für den Moment und in ihm zu leben, anerkennt. Die Formulierung stammt aus einer der Oden des römischen Dichters Horaz (Ode 1.11).

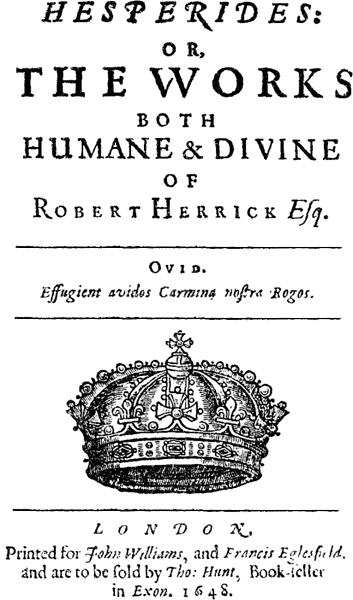
Titelseite der Hesperides (1648) von Robert Herrick

## Text (1648)
Gather ye Rose-buds while ye may,

    Old Time is still a-flying:

And this same flower that smiles to day,

    To morrow will be dying.

The glorious Lamp of Heaven, the Sun,

    The higher he's a getting;

The sooner will his Race be run,

    And neerer he's to Setting.

That Age is best, which is the first,

    When Youth and Blood are warmer;

But being spent, the worse, and worst

    Times, still succeed the former.

Then be not coy, but use your time;

    And while ye may, go marry:

For having lost but once your prime,

You may forever tarry.

## Verschiedenes
Das Gedicht spielt eine Schlüsselrolle im Film Der Club der toten Dichter, indem es dies als Filmmotto einführt.